# Осада Альхесираса (1342—1344)
Осада Альхесираса (1342—1344) была предпринята во время Реконкисты в Испании кастильскими войсками Альфонсо XI при поддержке флотов Арагонского королевства и Генуэзской республики. Цель состояла в том, чтобы захватить мусульманский город Аль-Джазира Аль-Хадра, называемый христианами Альхесирас. Город был столицей и главным портом европейской территории султаната Маринидов.
Осада длилась двадцать один месяц. Население города, около 30 000 человек, включая мирных жителей и берберских солдат, пострадало от сухопутной и морской блокады, препятствовавшей поступлению продовольствия в город. Гранадский эмират послал армию, чтобы освободить город, но она потерпела поражение у реки Рио-Пальмонес. После этого 26 марта 1344 года город сдался и был включен в состав Короны Кастилии. Это было одно из первых военных столкновений в Европе, где применялся порох.

## Исторический фон

### Мавританская угроза Кастилии
Альхесирас ранее входил в состав Гранадского эмирата. В 1329 году город перешел к султану Марокко, который сделал его столицей своих европейских владений. Войска из Гранады и Марокко вернули себе близлежащий город Гибралтар в 1333 году. В 1338 году Абд-аль-Малик, сын султана Марокко и правитель Альхесираса и Ронды, предпринял набеги на кастильские территории на юге Пиренейского полуострова. Во время одного из таких набегов он был убит кастильскими солдатами, а его тело доставлено в Альхесирас, где и захоронено.
Отец Абд-аль-Малика Абу аль-Хасан Али ибн Осман пересек пролив в 1340 году, разбил испанский флот и высадился в городе. На могиле сына он поклялся победить кастильского короля. Сначала он подошел к городу Тарифе, который осадил. Король Кастилии Альфонсо XI, подавленный вторжениями новых североафриканских сил и возможностью потери города Тарифа, собрал армию с помощью короля Португалии Афонсу IV. Две армии, кастильско-португальская и марокканско-гранадская, столкнулись возле пляжа Лос-Лансес в Тарифе в битве при Рио-Саладо (30 октября 1340 г.). Поражение мусульман в этой битве воодушевило Альфонсо XI и убедило его в необходимости взять город Альхесирас, так как он был главным портом входа войск из Африки.

### Приготовления

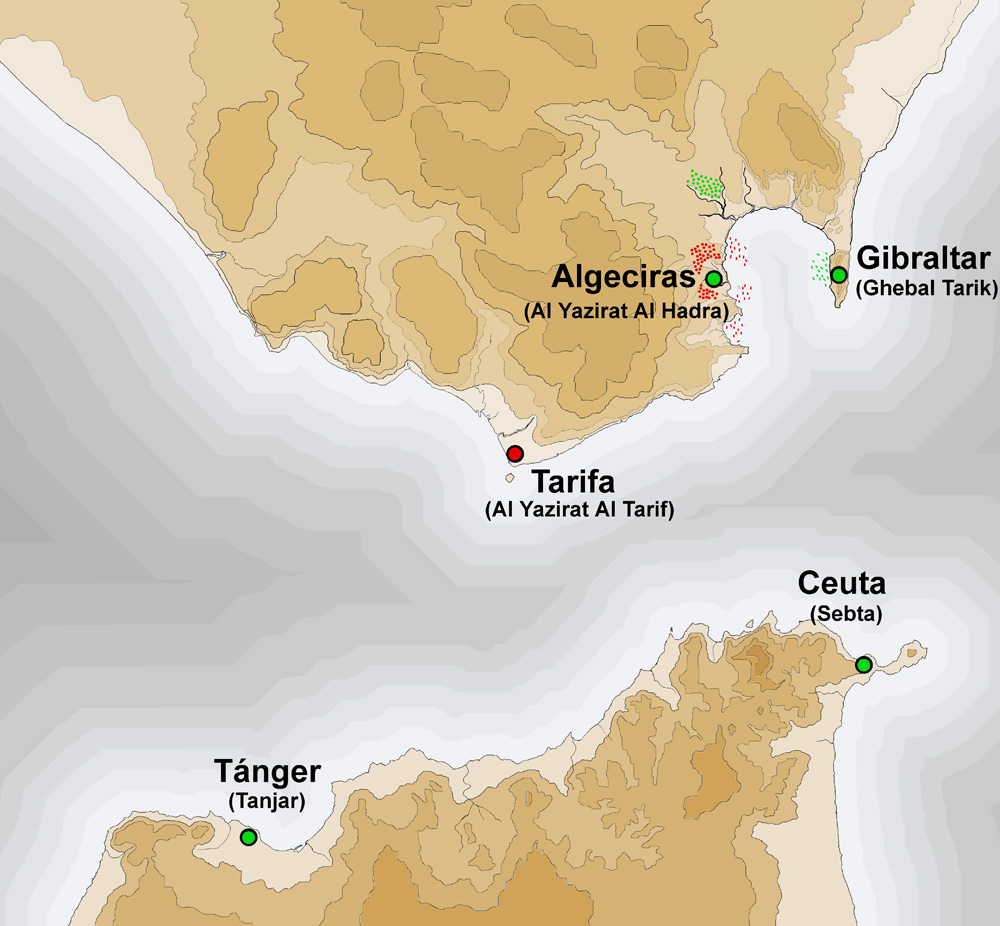
Гибралтарский пролив во время осады Альхесираса

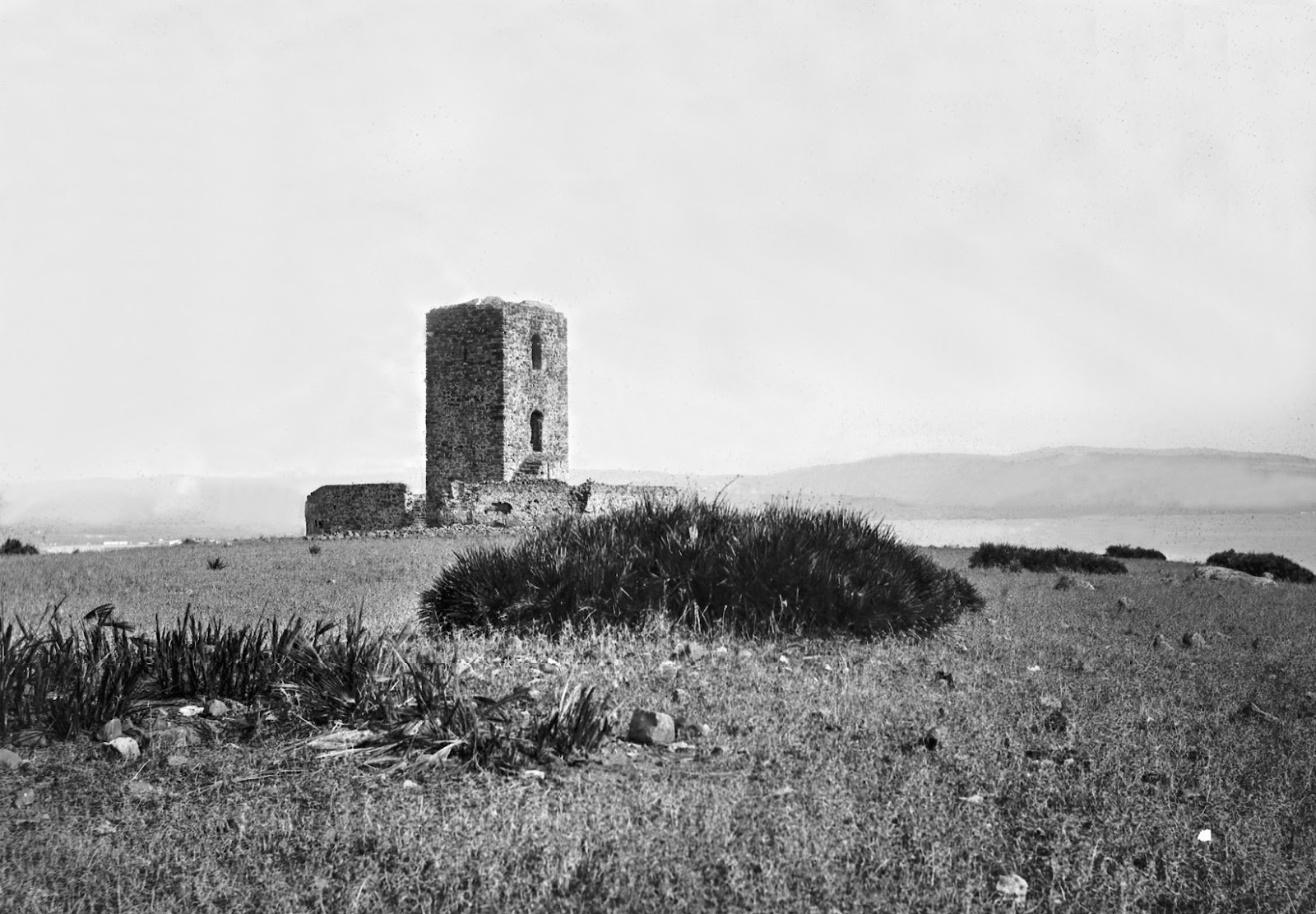
Торре-де-лос-Адалидес (Башня чемпионов)

Начиная с 1341 года король Альфонсо XI начал готовить необходимые войска для осады города. Он приказал построить несколько кораблей и заручился услугами генуэзского флота Эджидио Бокканегра и эскадр из Португалии и Арагона. На суше, кроме его кастильских войск и войск из Арагона, было много европейских крестоносцев, и его поддерживали короли Англии и Франции. Кампания финансировалась за счет расширения налога алькабала на хлеб, вино, рыбу и одежду, чтобы включить продажу всех товаров. Суды Бургоса, Леона, Авилы и Саморы были созваны в 1342 года для утверждения нового налога.
Альфонсо XI встретился с португальским адмиралом Карлосом Пессанья в Эль-Пуэрто-де-Санта-Мария и услышал от Перо де Монтада, адмирала Арагонской эскадры, что она направляется в Альхесирас. Затем он отправился в бухту Гетарес, всего в 3 км от города, чтобы проверить состояние галер, находящихся в его распоряжении. По прибытии в Гетарес Перо де Монтада сообщил королю, что он перехватил несколько кораблей, доставлявших продовольствие в город, и что галеры Португалии и Генуи вступили в бой с восемьюдесятью мавританскими галерами, захватив двадцать шесть. из них и заставил остальных укрыться в африканских портах. По мнению кастильских рыцарей, это было время окружить город, так как запасы у него должны были быть ограниченными. Однако король чувствовал, что у него все ещё слишком мало войск. Большая часть его сил находилась в Херес-де-ла-Фронтера, ожидая его приказов, в то время как войска, защищавшие Альхесирас, уже были предупреждены об их прибытии.
Король вернулся в Херес, собрал свой совет и сообщил им о состоянии города. Он послал приказ адмиралам в Гетаресе перехватить любые лодки, пытающиеся снабдить город, и попытаться захватить какого-нибудь Альхесиреньо, который мог бы сообщить им о состоянии двух городов. Он также послал приказ своим альмогаварам сделать то же самое на суше. Рыцари короля посоветовали ему лучшие места для основания главной базы, где будут жить король и дворяне, и уязвимые места, где они могут нанести наибольший урон обороне города. Нужно было только перебросить войска в Альхесирас, построить мосты через реку Барбате и ручей возле Хереса и отправить корабли к реке Гвадалете, чтобы доставить продовольствие для войск.
25 июля 1342 года Альфонсо XI покинул Херес в сопровождении своих войск, а также чиновников и рыцарей, которые должны были помочь ему в осаде Альхесираса. Среди них были архиепископ Толедо, епископ Кадиса, магистр Ордена Сантьяго, Хуан Алонсо Перес де Гусман-и-Коронель, Перо Понсе де Леон, Хоан Нуньес, магистр Калатравы, Нуньо Чамисо, магистр Алькантары, Фрай Альфонсо Ортис Кальдерон, приор Сан-Хуан и советы Севильи, Кордовы, Хереса, Хаэна, Эсихи, Кармоны и Ньеблы.
1 августа кастильские войска и их союзники прибыли в Гетарес в составе 1600 конных солдат и 4000 лучников и копейщиков. Войска и эскадры Арагона, Генуи и Кастилии заняли свои позиции.
3 августа штаб расположился на холме к северу от Альхесираса. Король жил в башне в первые месяцы осады в окружении сопровождавших его рыцарей и дворян. Торре-де-лос-Адалидес (Башня чемпионов), названная в честь того времени, давала прекрасный вид на мусульманский город и дороги, ведущие в Гибралтар и восточную Андалусию.

### Альхесирас

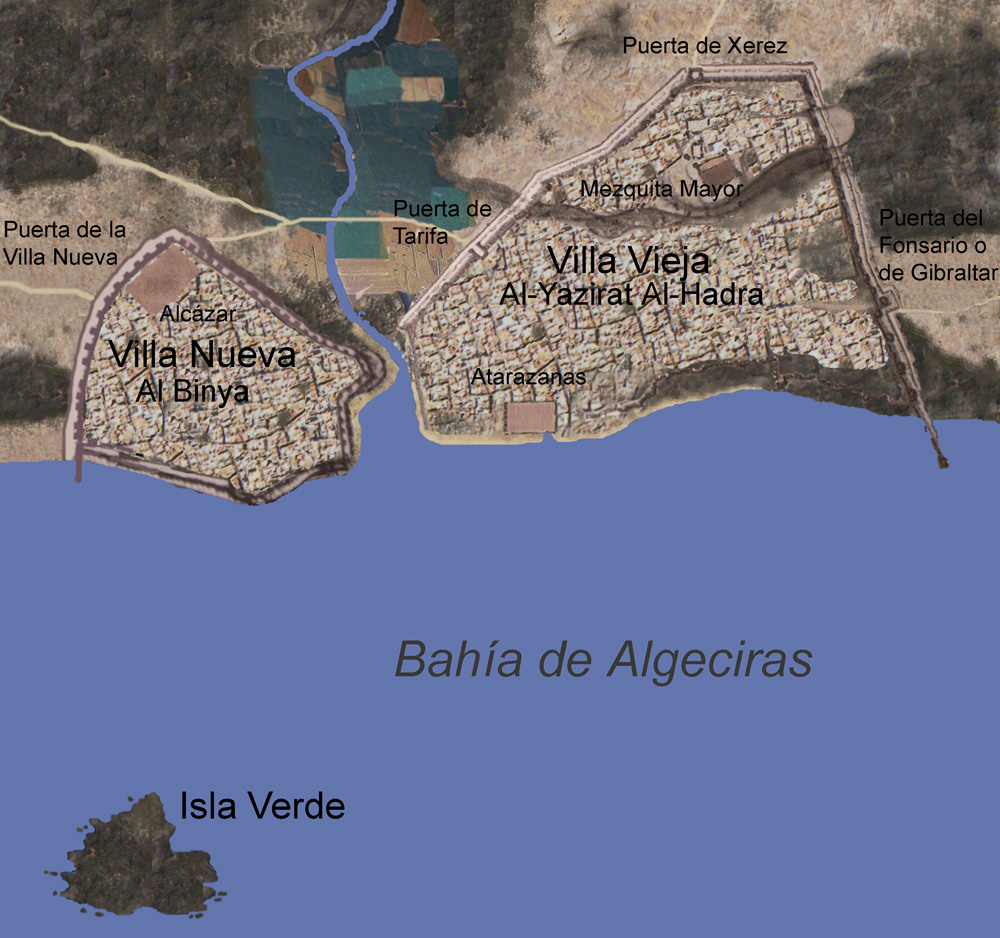
Расположение вилл Альхесирас

Аль-Джазира Аль-Хадра был первым городом, основанным мусульманами, когда они прибыли на Пиренейский полуостров в 711 году. В четырнадцатом веке город представлял собой два отдельных города со своими стенами и оборонительными сооружениями. Между двумя городами была река Рио-де-ла-Миэль. Устье реки образовало широкий вход, который служил естественной гаванью, защищенной Зелёным островом Исла-Верде, который мусульмане называли Язират Умм Аль-Хаким. Северный город, Аль-Мадина, который испанцы называли Вилья-Вьеха («старый город»), был старейшим из двух и был основан в 711 году. Он был окружен стеной с башнями и глубоким рвом, защищенным барбаканом и парапет. Въезд на виллу Вьеха со стороны Гибралтарской дороги был защищен массивными воротами, называемыми Фонсарио, недалеко от главного городского кладбища. Этот вход был самым слабым местом оборонительных сооружений и поэтому защищался лучше всего.
Южный город, Аль-Бинья, который испанцы называли Вилья-Нуэва («новый город»), был построен маринидами Абу Юсуфа Якуба ибн Абд аль-Хакка в 1285 году. Он находился на плато, где когда-то располагался промышленный район. Юлия Традукта, римский Альхесирас. Крутизна его периметра помогла его обороне, поэтому не было необходимости строить такие сильные оборонительные сооружения, как у виллы Вьеха. На вилле Нуэва размещалась крепость и войска, обосновавшиеся в городе. В Альхесирасе было около восьмисот всадников и двенадцать тысяч арбалетчиков и лучников, при общей численности населения в тридцать тысяч человек, согласно сведениям пленных, переданным королю Кастилии в первые дни осады.

## Фазы осады

### Август 1342 г. — октябрь 1342 г.

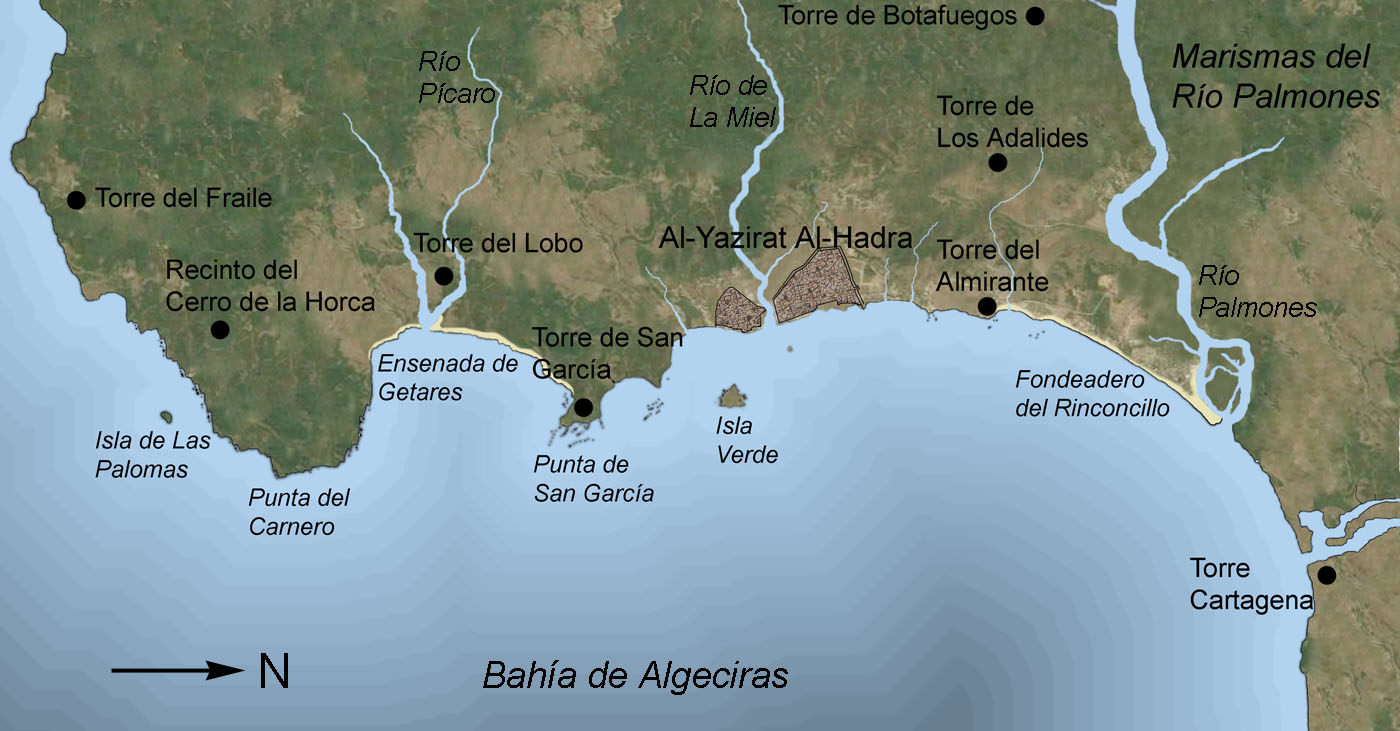
Основные сооружения и места, названные в тексте

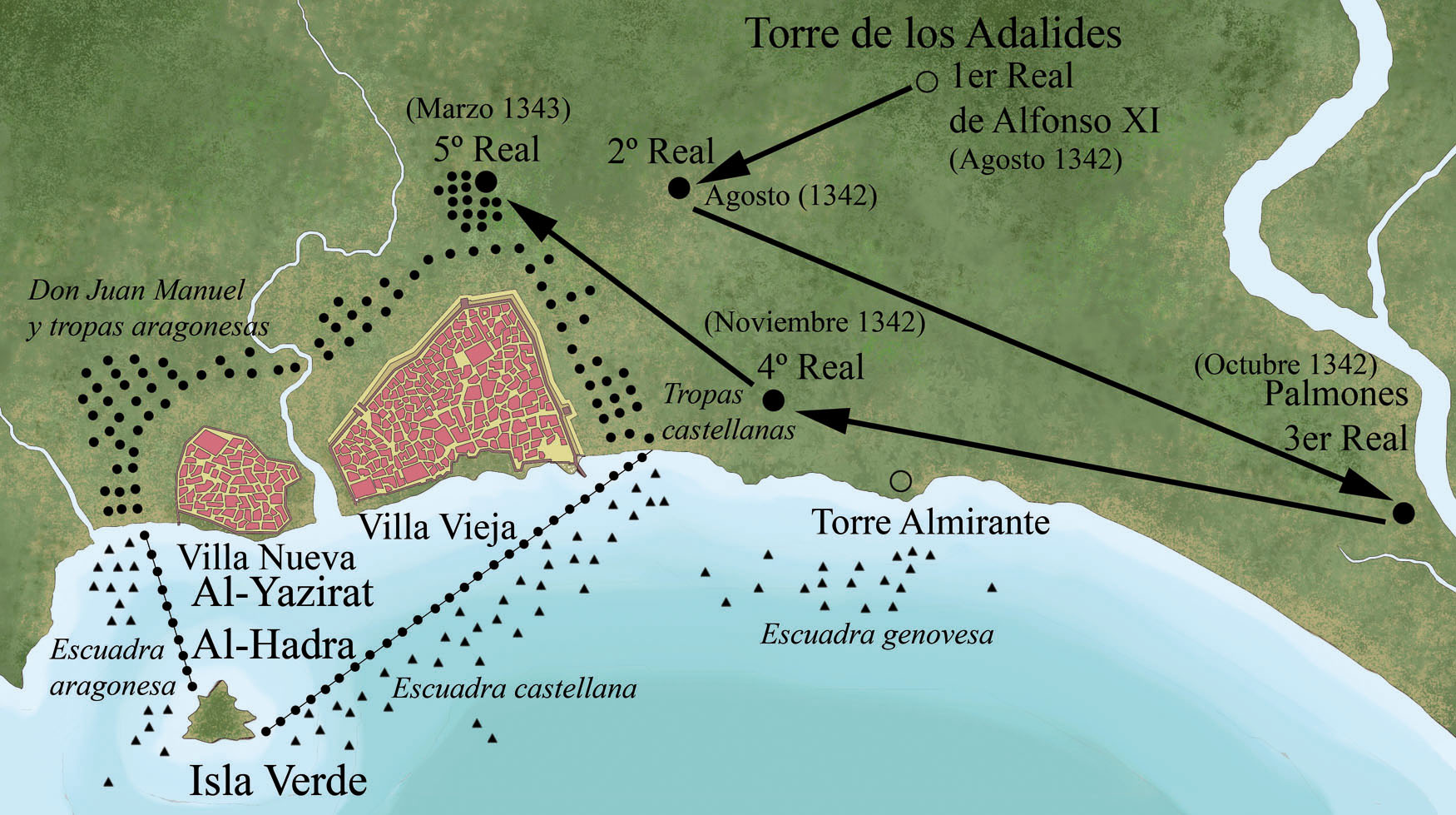
Расположение короля Альфонсо XI во время осады и его войск

С 3 августа 1342 года, после того как был разбит главный лагерь, король Кастилии приказал королевским инженерам изучить места, где должны были располагаться войска. Главной целью было не допустить выхода войск из города и ввода подкреплений с дорог Тарифы и Гибралтара. Альхесирас должен был пасть от голода, а не от силы оружия.
Затем последовал период стычек между двумя армиями. Однажды на рассвете отряд из трехсот кавалеристов и тысячи пехотинцев выступил из Альхесираса к участку осадных линий, занятых магистром Сантьяго Хуаном Алонсо Пересом де Гусманом, Перо Понсе де Леоном и севильским контингентом. Пока христиане готовились встретить это нападение, заезжий немецкий граф в сопровождении шести соотечественников выехал вперед, не дожидаясь остальных. Увидев отступление мавров, иностранцы бросились в погоню, и, попав на мавританскую хитрость, горстка рыцарей была почти разбита, когда отступающие защитники контратаковали. Граф был убит, а его товарищи были спасены только прибытием их испанских союзников, которые отбросили мавров обратно в город под градом стрел с крепостных валов. После того, как король увидел ущерб, который может быть нанесен, в следующие несколько дней он приказал вырыть траншею вокруг виллы Вьеха от Рио-де-ла-Миэль до моря, чтобы предотвратить нападения из города. Рядом с траншеями были построены убежища, и через равные промежутки времени были выставлены солдаты для дежурства в ночное время. Король перенес свою штаб-квартиру ближе к городу и отправил нескольких своих людей на завоевание Картахенской башни в городе Картея, откуда они могли наблюдать за перемещениями маринидов Гибралтара.
Поскольку война между Педро IV Арагонским и королевством Мальорка была неизбежна, арагонский флот снял осаду в сентябре 1342 года. защитники. Во время постройки этих машин несколько защитников атаковали со стороны Пуэрта-де-Херес, чтобы не допустить размещения двигателей. Стратегия Альхесиреньо заключалась в том, чтобы спровоцировать осаждающих приблизиться к стенам. Эта техника, с помощью которой они убили графа Луса, не была известна христианским рыцарям, непривычным к пограничной войне, и многие люди погибли в первые месяцы осады. В набеге на осадные башни королевский конюший Хоан Ниньо умер, как и магистр Ордена Сантьяго и другие мужчины.
Осада затянулась, и король Кастилии отправил нескольких своих людей искать помощи, чтобы сохранить осаду. Архиепископ Толедо был отправлен на встречу с королем Франции, в то время как настоятель Святой Иоанны отправился навестить папу Климента VI, который только что был назначен.
У осаждающих было больше проблем, чем они ожидали в начале осады. В первые дни октября была сильная буря. Лагерь на северо-западе располагался в традиционно затопляемом районе и превратился в болото. Защитники воспользовались неразберихой, созданной штормом, и атаковали ночью, причинив значительный ущерб. Наводнения в лагере и на линиях окружения потребовали от штаба и большей части войск переместиться к устью реки Пальмонес, где они провели остаток октября 1342 года. Вскоре после того, как главный христианский лагерь переместился, Альхесиреньо собрались все свои силы в Вилья-Вьеха, чтобы предпринять отчаянную атаку против осаждающих. Мусульманские рыцари смогли добраться до недавно созданного христианского лагеря и убить многих христианских рыцарей, включая Гутиера Диаса де Сандоваля и Лопе Фернандеса де Вильягранда, вассалов Хоана Нуньеса и Руя Санчеса де Рохаса, вассала магистра Сантьяго.

### Ноябрь 1342 г. — апрель 1343 г.

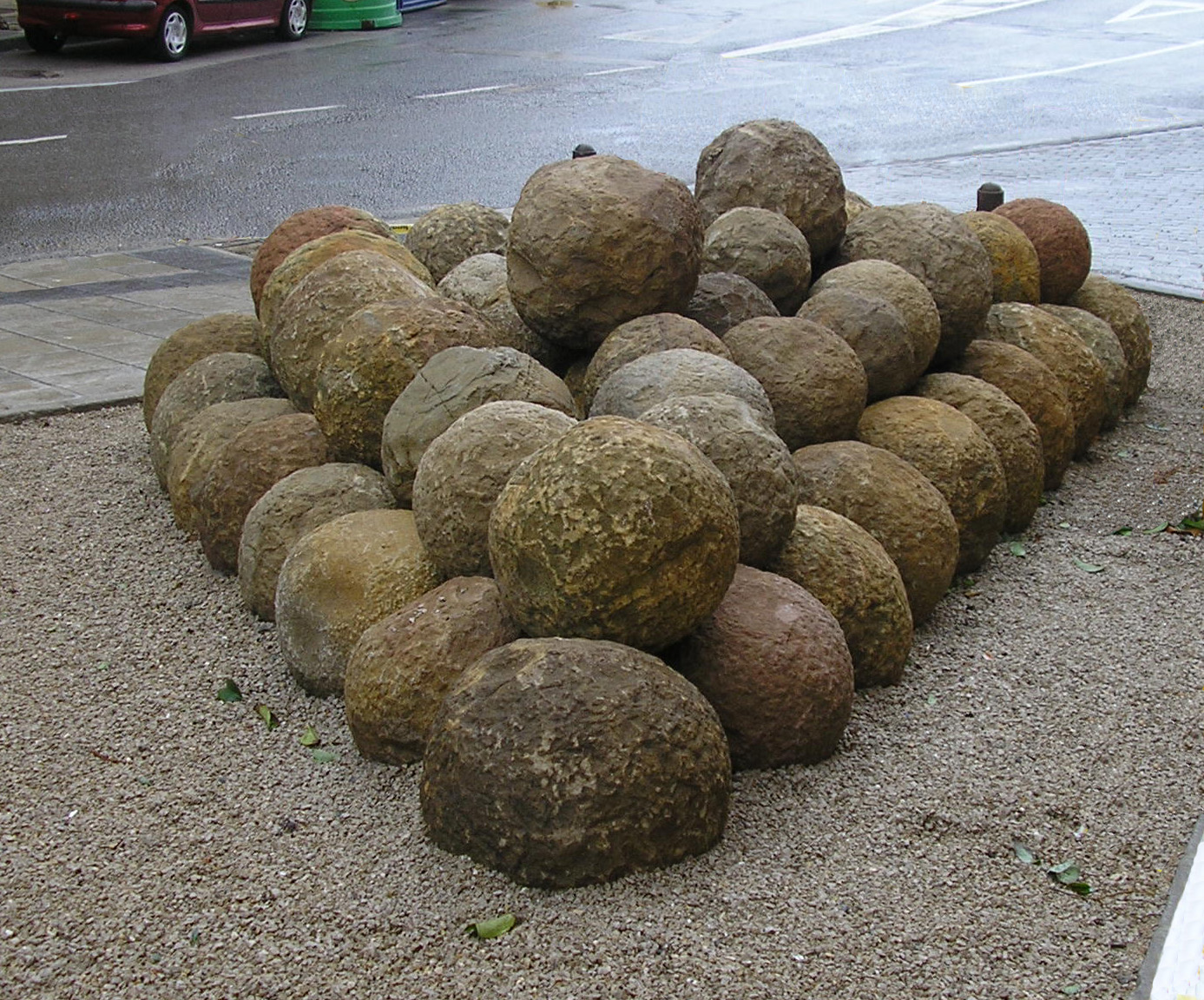
bolaños, каменные снаряды, использовавшиеся во время осады 1342 года, из сохранившегося участка городских стен Маринидов.

Положение как в городе, так и в осаждающем лагере постепенно ухудшалось. В христианском лагере стало не хватать продовольствия после наводнения и скопления войск и животных в антисанитарных условиях, вызвавших распространение болезней . В ноябре Педро IV Арагонский отправил десять галер под командованием Матеу Мерсера для выполнения своих договорных обязательств. Португальский король Афонсу IV послал ещё десять галер под командованием адмирала Карлуша Пессаньи, но они пробыли там всего три недели, и их отъезд поднял боевой дух защитников. Кастильские силы продолжали испытывать трудности с поддержанием адекватного флота для снабжения и наступления. Однако из-за морской блокады в Альхесирасе не хватало еды.
В первые месяцы осады испанцы продолжали бросать камни в стены города, в то время как защитники пытались нанести урон в прямом бою или с помощью оружия, такого как баллисты, которые могли стрелять большими снарядами. В декабре 1342 года войска, посланные советами Кастилии и Эстремадуры, достигли христианского лагеря, и с ними осада стала более жесткой. Они стали расставлять по городу большое количество генуэзских баллистических двигателей, в то время как защитники продолжали обстреливать тех, кто устанавливал машины. В течение января 1343 года непрекращающиеся бои на линиях вокруг города ослабили обе стороны. Большая укрепленная бастида, деревянная башня, которой командовал Иньиго Лопес де Ороско, была построена напротив площади Пуэрта-дель-Фонсарио, и с этой башни можно было стрелять ракетами через городскую стену . Первая бастида вскоре была сожжена отрядом, который выступил из города, но была построена другая, которая продолжала стрелять по городу на протяжении всей осады.
Гранадский эмир Юсуф I, готовился отправить в город припасы и помощь. Из-за угрозы войск из Гранады усилились атаки на Пуэрта-дель-Фонсарио в Вилья-Вьехе, самом слабом месте, но также лучше всего защищенном. Перед ним Альфонсо XI приказал построить новые крытые траншеи, которые позволили подойти к городским стенам для размещения осадных орудий. Тем временем из Альхесираса защитники стреляли железными снарядами из примитивных пороховых бомбард, которые причинили значительный ущерб. Говорят, что это были первые артиллерийские орудия с порохом, которые использовались на полуострове.
Вокруг города продолжали строить траншеи, пока к марту 1343 года они не окружили весь периметр. За окопами были земляные валы, а на этих траншеях были возведены деревянные стены для защиты осаждающих солдат, с воздвигнутыми через промежутки прочными башнями. Требушеты в кастильском лагере метали большое количество каменных шаров, или боланьо. Требушеты имели максимальную дальность 300 метров (980 футов) и были уязвимы для групп осаждающих, которые смогли пересечь окопы. Во время осады было выпущено так много боланьо, что в 1487 году король Фердинанд II Арагонский отправил экспедицию к руинам Альхесираса, чтобы забрать их, чтобы их можно было снова использовать при осаде Малаги.
В христианский лагерь прибыло подкрепление от различных советов Кастилии, включая рыцарей Хуана Нуньеса III де Лары и Хуана Мануэля, принца Вильены. Свежие войска заменили солдат, которые были ранены или ослаблены голодом. Начиная с февраля 1343 года, осаждающие начали удлинять линию окружения, чтобы заблокировать морские подходы к городу и тем самым воспрепятствовать поступлению продовольствия из Гибралтара. Цель состояла в том, чтобы заблокировать морской подход к Альхесирасу бревнами, связанными цепями. Бум в конечном итоге распространился от точки Родео на юг города до Исла-Верде, а оттуда до Плайя- де-лос-Ладрильос на севере . Однако в конце марта 1343 года шторм сломал бон, и бревна были выброшены на берег, обеспечив осажденных полезным запасом древесины.

### Май 1343 г. — сентябрь 1343 г.

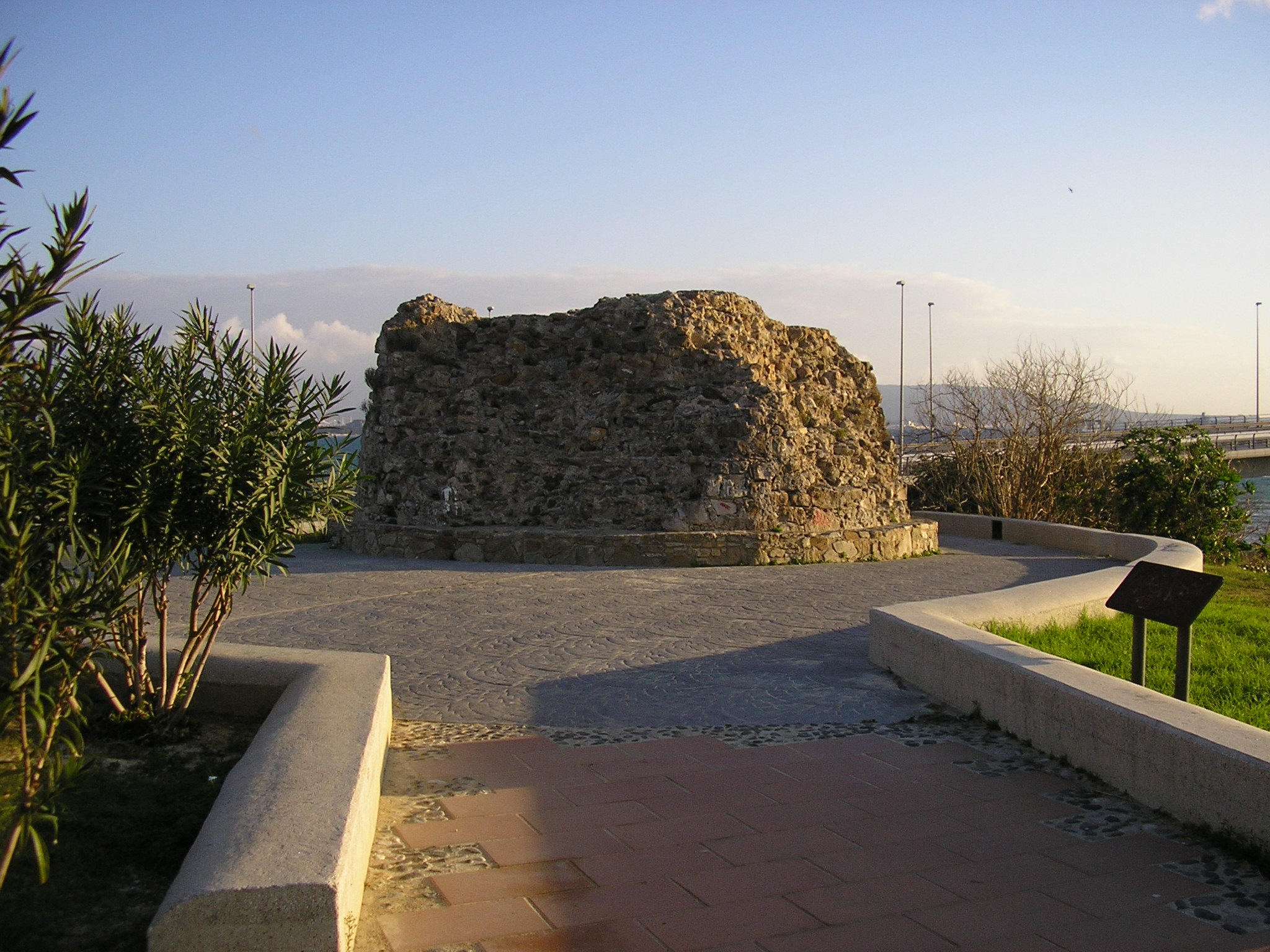
Торре-дель-Альмиранте, резиденция во время осады Эджидио Бокканегра

В мае 1343 года большая армия эмира Гранады перешла реку Гуадиаро и подошла к городу. Альфонсо XI послал за своими рыцарями, чтобы узнать, как им справиться с этой новой угрозой. Он отправил письма, в которых сообщал Гранаде, что снимет осаду города, если он заплатит ему дань. Эмир Гранады предложил перемирие, но кастильцам этого было мало.
В том же месяце прибыло множество европейских рыцарей: из Англии прибыли графы Дерби и Солсбери; из Германии приехал граф Бус; из Франции прибыли Гастон II, граф де Фуа, и его брат Роже-Бернар, виконт Кастельбон, и король Филипп III Наваррский с припасами и войсками.
Войска Гранады удерживали свои позиции, выжидая удобного момента для подхода к городу. В течение июня и июля ситуация не изменилась. По мере того как вокруг города продолжались бои, были построены более укрепленные осадные башни и траншеи. Защитники использовали баллисты, двигатели, которые, вероятно, были похожи на катапульты, и «громы», как мусульмане называли новые пороховые бомбарды, нанося серьёзный урон осадным силам и в основном поражая осадные башни и траншеи.
В августе 1343 года, пока шли переговоры между Кастилией и Гранадой, пришло известие, что в Марокко султан Абу аль-Хасан Али готовит флот, чтобы прийти на помощь городу. Столкнувшись с неизбежным вступлением в борьбу сил из Гранады и Марокко, христианам стало настоятельно необходимо ускорить планы завоевания Альхесираса. Одновременно Альфонсо де Кастилья услышал, что Папа даст королевству 20 000 флоринов для покрытия расходов на кампанию, а король Франции через архиепископа Толедо Хиля Альвареса Каррильо де Альборноса предоставит 50 000 флоринов. Этими деньгами испанцы могли расплатиться с генуэзскими наемниками, которые давно требовали свою плату. Трудности христиан в осаде и безотлагательность сражения с Гранадой и Марокко были известны всему королевству. Королю Кастилии пришлось заложить свою корону и отправить несколько своих серебряных вещей на переплавку в Севилью после того, как пожар превратил лагерные запасы муки в пепел.
В то же время Арагон предоставил новые корабли для поддержки осады: в середине августа прибыл вице-адмирал Валенсии Хайме Эскрибано с десятью арагонскими галерами. Эти лодки и ещё пятнадцать кастильских кораблей под командованием адмирала Эджидио Бокканегра были отправлены в Сеуту, чтобы нанести как можно больший ущерб флоту короля Марокко, ожидавшему в этом порту прибытия флота из Гранады в пойти на помощь Альхесирасу. В первом столкновении христиане попытались застать мусульманский флот врасплох, отправив в бой только пятнадцать кастильских кораблей, в то время как арагонские корабли маневрировали, как бы готовясь пойти на помощь марокканцам. Эта стратегия обошлась бы марокканцам дорого, если бы перед финальной схваткой они не захватили кастильского моряка, который предупредил их об уловке. Корабли из Сеуты быстро вернулись в порт, и христианскому флоту пришлось вернуться в залив Альхесирас. Вернувшись после осады, Эджидио Бокканегра отправил двадцать своих кораблей ждать в Гетаресе, готовые перехватить мавров, если они решат атаковать окружение.

### Октябрь 1343 г. — ноябрь 1343 г.

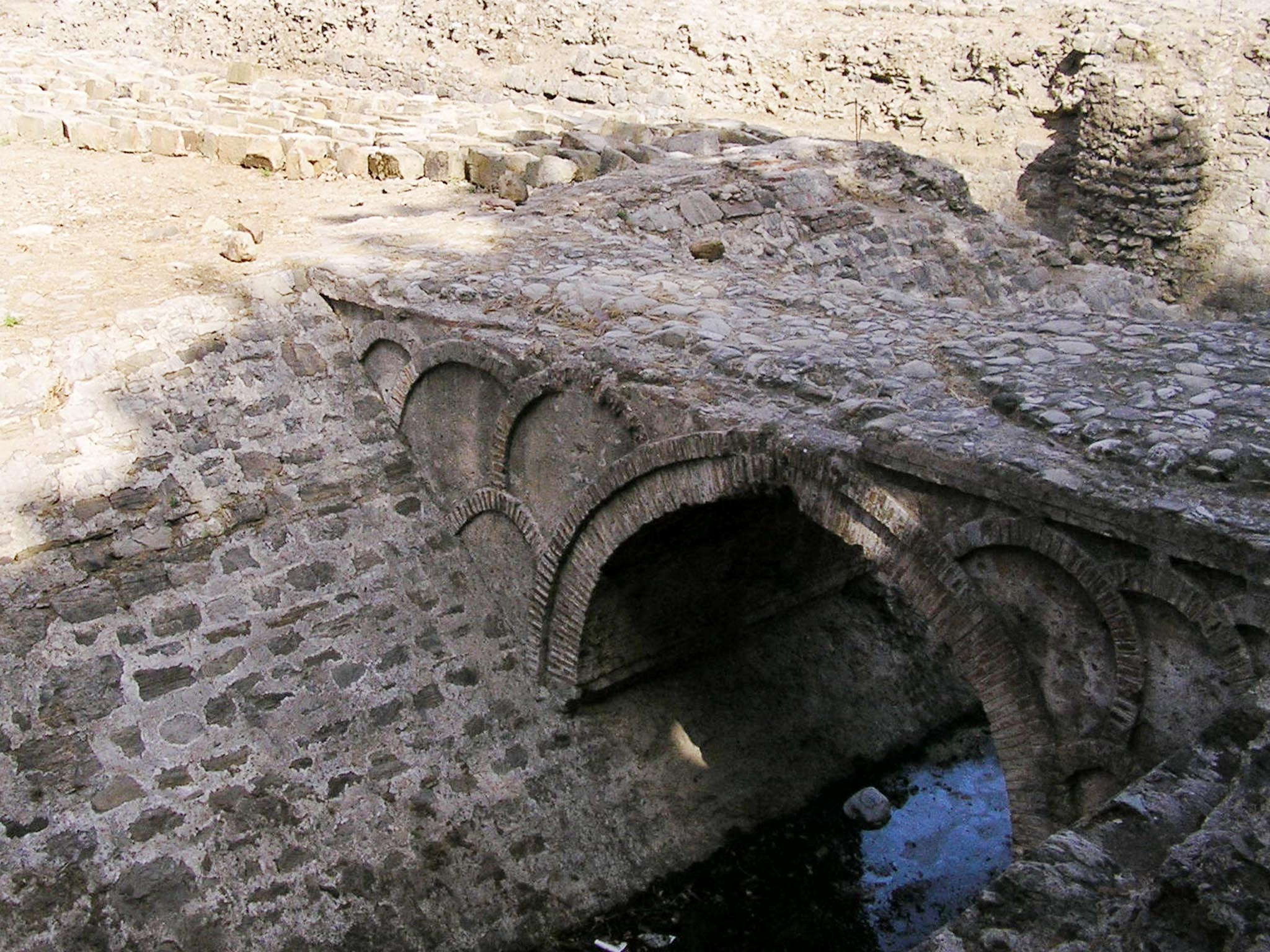
Подъездной мост к воротам Фонсарио

В октябре 1343 года марокканский флот пересек Гибралтарский пролив и достиг Гетареса. Как только были замечены первые предупредительные огни христианских маяков, сорок кастильских и арагонских кораблей остановились у южного входа в город, но лодки из Северной Африки не направились в Альхесирас, а вместо этого укрылись в близлежащем порту Гибралтара.
Бой между галерами грозил разразиться. Предупрежденная об этом генуэзская эскадра начала грузить все принадлежащее им, чтобы уйти. Адмирал Эджидио Бокканегра со всем снаряжением на своих кораблях сообщил королю, что, если им не будет выплачена четырёхмесячная задолженность по службе, они покинут осаду. Уже было известно, что генуэзские мореплаватели имели дело с маринидами Гибралтара и Сеуты, и отношения между ними были далеко не враждебными. В штабе опасались, что, не получив жалованья, солдаты Генуи помогут мусульманам в грядущей битве, как это случилось во времена Альфонсо X.
Король решил заплатить генуэзским солдатам из собственных средств, и солдаты решили продолжить осаду и остаться верными королю. Важным фактором были ссуды, которые генуэзские купцы сделали королю Кастилии во время осады, что позволило ему подавить жалобы своих солдат. Две эскадры не встретились в бухте, но корабли под командованием султана Марокко пришвартовались в городе Гибралтар, где они оставили большое количество воинов: сорок тысяч пехотинцев и двенадцать тысяч всадников, по некоторым летописцам.
В ноябре эмир Гранады и принц Марокко подошли к берегу Рио-Пальмонес . Движение войск из Гибралтара в Пальмонес прикрывала эскадра кораблей эмира Марокко, стоявшая посреди бухты, чтобы помешать кастильско-арагонскому флоту высадить десант, чтобы противостоять им. Затем кастильское командование приказало попытаться поджечь вражеские корабли с помощью судов, наполненных горючими материалами и горящими стрелами, воспользовавшись дующим сильным восточным ветром. Мусульмане избежали огня, поставив на палубу мокрые паруса и используя длинные шесты, чтобы отбиваться от вражеских кораблей.
Кастильское командование было предупреждено о прибытии войск сигналами к Башне Чемпионов. Исламская армия отправила через реку первый экспедиционный корпус для разведки кастильцев, за которыми наблюдали с башни. Альфонсо XI приказал, чтобы никто из его людей не атаковал гранадцев, пока все их войска не переправятся через реку. Мусульмане также знали местность и после первоначального осмотра и небольшого столкновения с небольшой группой христиан вернулись на свою сторону реки в ожидании новостей . В лагере Гранады они не спешили начинать бой, потому что через несколько дней они получат подкрепление из своей столицы, и тогда они могут столкнуться с кастильцами.

### Битва на реке Пальмонес: декабрь 1343 г.

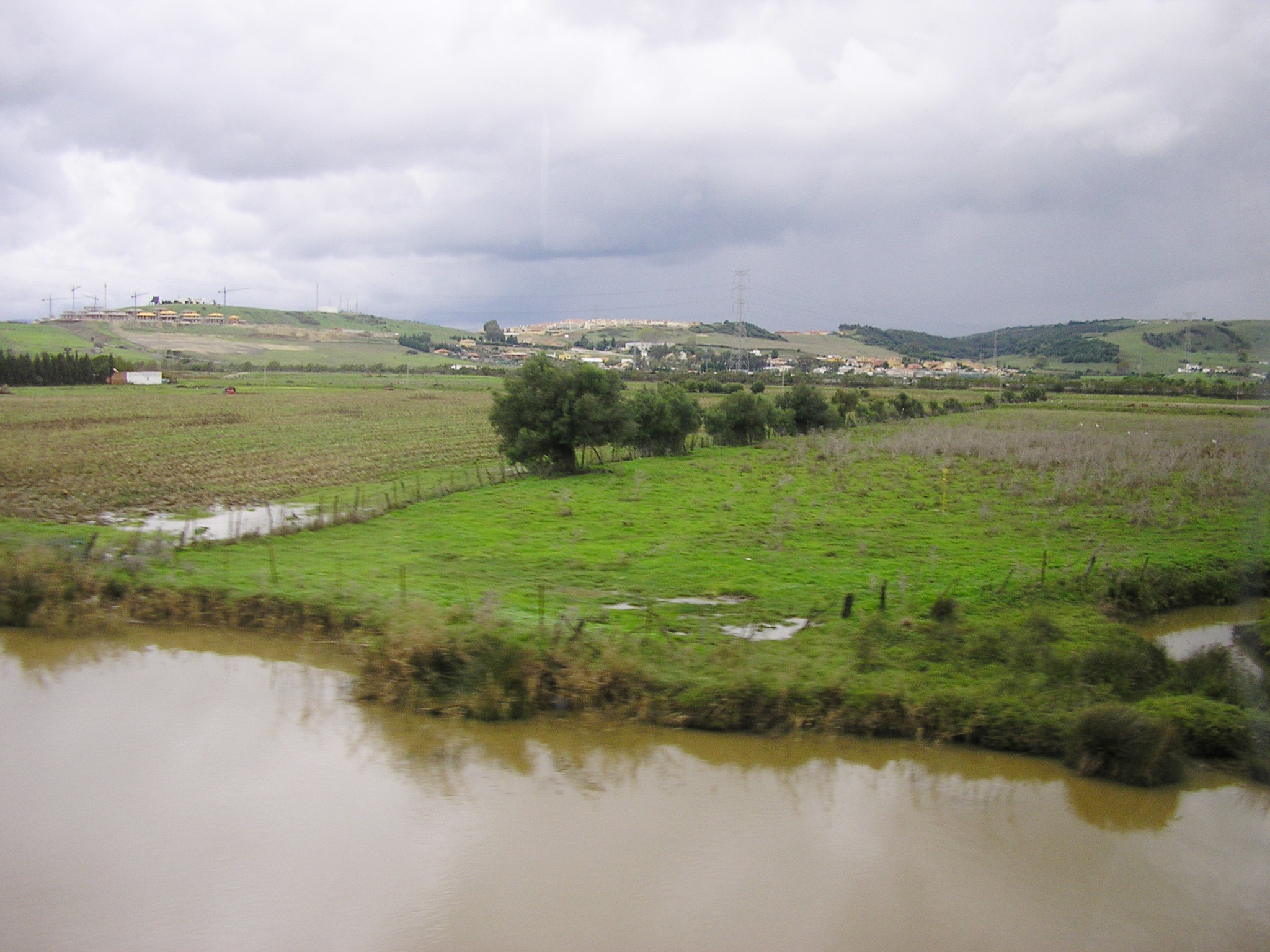
Болота Рио- Пальмонес

12 декабря 1343 года набеги на стены города были особенно сильными. Город использовал «гром», чтобы обстрелять христианский лагерь из пушек, в то время как в ответ христиане выпустили много стрел против защитников. Вскоре после рассвета христианские осадные орудия прорвали оборону, и через неё была предпринята атака на город, но осаждающие не смогли прорваться. В этот момент защитники Альхесираса в панике подали дымовые сигналы с башни главной мечети города, свидетельствующие о безвыходной ситуации. В лагере Гранады увидели сигналы, услышали шум и поняли, что город атакуют. Мавританские войска из Гибралтара были быстро мобилизованы, чтобы присоединиться к тем, кто находился в боевом строю у реки Рио-Пальмонес.
Из Башни Чемпионов Альфонсо XI направил свою армию в строй. Дона Хоана Нуньеса разместили в том месте, где можно было пересечь реку, недалеко от гор. Мусульманским войскам, перешедшим брод, пришлось сражаться с испанцами, и они были разбиты большим количеством войск, вышедших из башни. Под командованием короля все христианские войска переправились через реку и преследовали отступавшие мавританские силы. Мусульманская кавалерия вскоре была сильно истощена. Мавры в беспорядке бежали, проигнорировав приказ отойти в Гибралтар. Многие бежали в горы Альхесирас, другие к башне Альморайма, преследуемые кастильцами.
Союзные силы Гранады и Марокко потерпели поражение, но в болотах Рио-Пальмонес было много трупов с обеих сторон. Это не было полным поражением, и существовала вероятность того, что мусульмане реорганизуют свои войска. Христианам нужно было, чтобы город пал как можно скорее.

### Блокада и капитуляция: январь 1344 г. — март 1344 г.

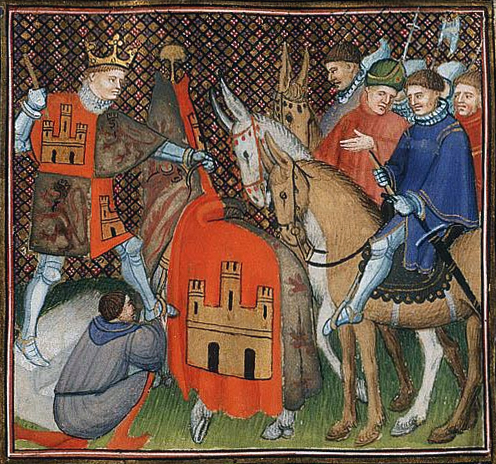
Альфонсо XI Кастильский

После катастрофической битвы на реке Пальмонес эмир Гранады хотел подготовить вторую атаку на христианское войско, но боевой дух войск был низким. Эмиссар марокканского султана убедил его попытаться разрешить конфликт с королем Кастилии мирным договором, и христианам в Альхесирас было отправлено письмо с предложением перемирия, но Альфонсо XI не хотел мира ни на каких условиях, кроме что город стал частью его королевства.
В январе 1344 года Альфонсо решил восстановить военно-морскую стрелу, так как блокаду часто нарушали небольшие лодки из Гибралтара. Новый барьер был образован прочными канатами, поддерживаемыми плавучими бочками, удерживаемыми на месте корабельными мачтами, утяжеленными с одного конца жерновами, а другой конец выступал на несколько метров над поверхностью моря. Установка шлагбаума заняла два месяца, в течение которых продолжалось нарушение малых судов. В январе мусульмане отправили корабль с провизией, но он был захвачен до того, как смог добраться до города. Ещё одна попытка в феврале оказалась успешной. 24 февраля пять лодок с провизией достигли Альхесираса. Прохождение лодок в город Альхесирас было окончательно прекращено в начале марта. Это был только вопрос времени, когда голод вынудит город капитулировать или предложить осаждающим удовлетворительное соглашение.
К марту ситуация в городе была отчаянной. Для его жителей не было ни хлеба, ни какой-либо другой еды, а защитников хватало только на то, чтобы прикрыть часть стены. В воскресенье, 2 марта, Хазан Альгаррафе, посланный королем Гранады, прибыл с новостями для короля Кастилии: король Гранады готов сдать город. Его условия были просты: всем, кто остался в городе, должно быть позволено уйти под защиту Альфонсо XI со всем своим имуществом; между Кастилией и мавританскими королевствами будет заключено пятнадцатилетнее перемирие; Гранада будет платить Кастилии ежегодную дань в двенадцать тысяч дублонов золотом.
Королевские рыцари рекомендовали продолжить осаду, так как скоро прибудет подкрепление из Севильи и Толедо, а окопы вокруг города гарантировали, что он скоро умрет от голода. Однако Альфонсо XI не хотел продолжать борьбу, поскольку цена была слишком высока как в деньгах, так и в жизнях. Он принял предложенные условия, за исключением продолжительности перемирия, которое продлится всего десять лет. Затем был подписан Альхесирасский договор, положивший конец двадцати одному месяцу осады.
26 марта 1344 года жители виллы Нуэва перешли со своим имуществом на виллу Вьеха, уступив виллу Нуэва принцу дону Хуану Мануэлю. На следующий день, накануне Вербного воскресенья, вилла Вьеха была передана королю Альфонсо XI без жильцов. Башни города были украшены знаменами короля, принца дона Педро, дона Энрике, магистра Сантьяго, дона Фернандо, дона Тельо и дона Хуана. Делегацию сопровождали главные командиры короля, в том числе Эджидио Бокканегра, который был назначен сеньором Эстадо-де-ла-Пальма в благодарность за его работу в окружении. На следующий день месса была проведена в мечети города, освященной как собор, посвященный Санта-Мария-де-ла-Пальма, до сих пор святой покровитель города. Арабский историк записал, что Альфонсо хорошо обращался с мавританскими генералами и жителями, изгнанными из города. Многие из них перебрались через залив в Гибралтар, увеличивая население этой оставшейся цитадели султана Марокко.
Среди кастильских дворян, погибших во время осады, были Руи Лопес де Ривера, бывший посол Кастилии в Марокко, Диего Лопес де Суньига-и-Аро, сеньор Ла-Риохи, Гонсало Яньес де Агилар и Фернан Гонсалес де Агилар, сеньоры Агилара, среди прочих.

## Последствие

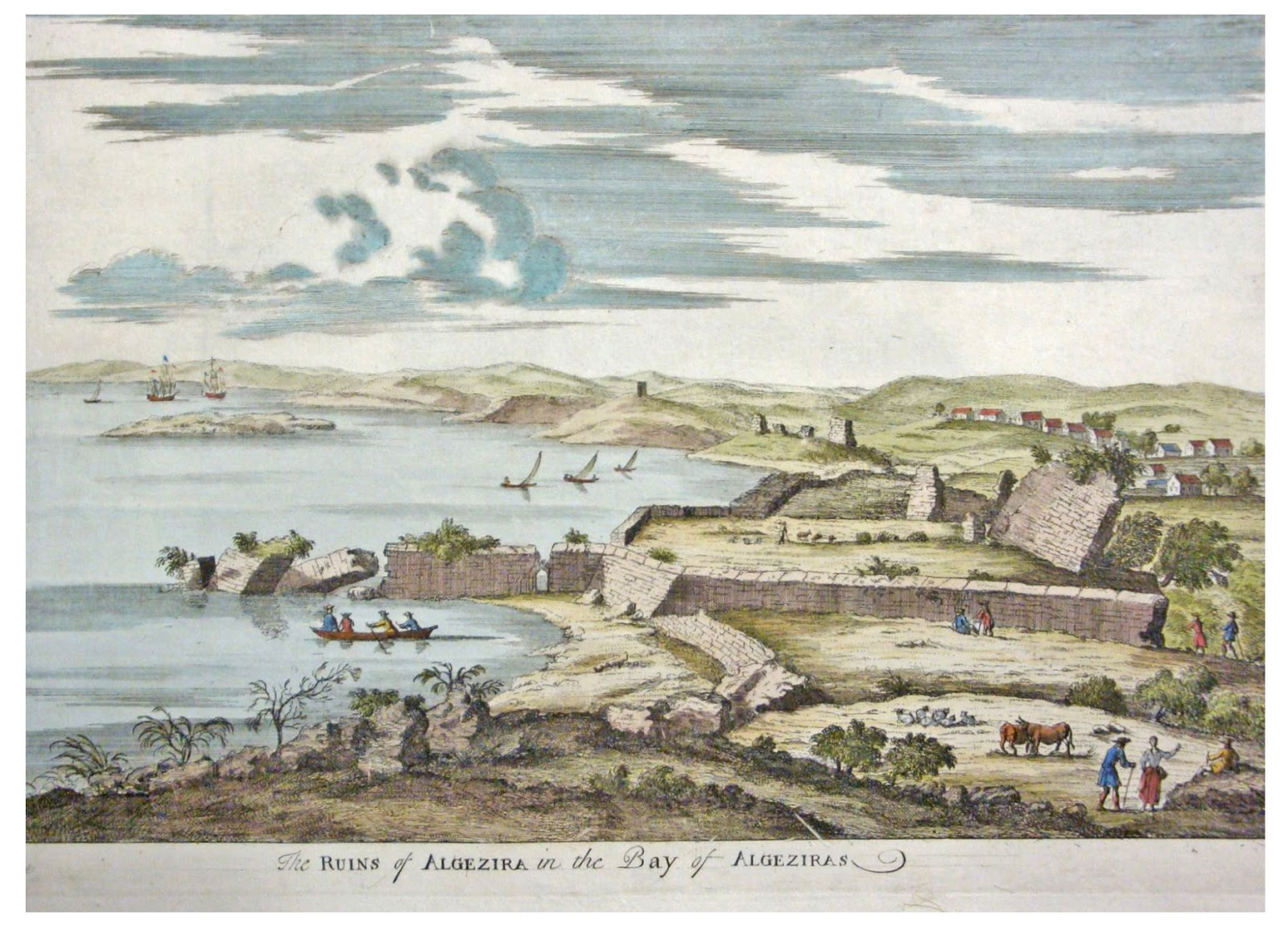
Руины Альхесираса на гравюре восемнадцатого века

Падение Альхесираса стало решающим шагом в Реконкисте, предоставив Короне Кастилии главный порт на северном побережье Гибралтарского пролива. Чтобы обеспечить процветание нового кастильского города, в 1345 году король Альфонсо XI издал хартию, которая предоставляла сельскохозяйственные угодья и налоговые льготы всем, кто хотел поселиться в городе. Он добавил «Король Альхесираса» к своим титулам и попросил Папу Климента VI перенести собор Кадиса в Альхесирас, создав епархию Кадиса и Альхесираса и превратив главную мечеть города в собор, посвященный Деве Марии де ла Пальма. После этого город будет основной базой действий христианских армий.
После потери Аль-Джазиры Аль-Хадра единственным оставшимся иберийским портом Марокко был Гибралтар. Все усилия реконкисты теперь будут сосредоточены на взятии этого порта. В 1349 году Альфонсо XI начал пятую осаду Гибралтара, снова опираясь на флоты Арагона и Генуи, создавшие свою главную базу в Альхесирасе, но на этот раз судьба города не зависела от военных действий: 26 марта того же года король умер во время эпидемии бубонной чумы в кастильском лагере.
Эта неожиданная смерть привела к гражданской войне между претендентами на престол Кастилии. Последствия войны с Альхесирасом были быстрыми. В 1369 году, во время войны между Педро Жестоким и его братом Энрике II, гарнизон был сокращен, а часть войск отправлена на север. Мухаммед V, эмир Гранады, воспользовался возможностью, чтобы отбить Аль-Джазира Аль-Хадра. Мусульмане восстановили оборону и создали большие силы для защиты города.
Судьба города снова изменилась с окончанием споров в Кастилии. В 1379 году, когда христианские армии перегруппировались, мавры предвидели свою неспособность защитить город в случае новой осады и опасность, если он снова попадет в руки кастильцев. В том же году они предприняли разрушение города. Они разрушили стены гавани и сожгли все постройки. За три дня Альхесирас был полностью разрушен. Так оставалось до британского завоевания Гибралтара в 1704 году, когда некоторые изгнанники из Гибралтара поселились на бесплодных полях бывшей виллы Вьеха.